# Damua
Damua ist eine Stadt im indischen Bundesstaat Madhya Pradesh.
Damua liegt im Distrikt Chhindwara 50 km westnordwestlich der Distrikthauptstadt Chhindwara. Die Großstadt Bhopal befindet sich 160 km nordwestlich von Damua. Die Stadt liegt im Zentrum von Indien auf einer Höhe von 763 m. Der Oberlauf des Kanhan fließt durch Damua. Die Stadt befindet sich in einer Kohleregion.
Das Klima in Damua ist moderat. Die Temperaturen variieren zwischen 16,6 °C und 31,3 °C. 
Die Jahresmitteltemperatur liegt bei 23,6 °C. Die durchschnittliche Jahresniederschlagsmenge beträgt 1404 mm (nach anderen Angaben 1187 mm).
Damua besitzt als Stadt den Status eines Nagar Palika Parishad. Die Stadt ist in 18 Wards gegliedert. Beim Zensus 2011 hatte Damua 24.663 Einwohner.